# Blind Guardian/Diskografie
Diese Diskografie ist eine Übersicht über die musikalischen Werke der deutschen Metal-Band Blind Guardian. Ihre erfolgreichste Veröffentlichung ist das neunte Studioalbum At the Edge of Time, welches Platz zwei der deutschen Albumcharts erreichte.

## Alben

### Studioalben
| Jahr | Titel Musiklabel                                                | Höchstplatzierung, Gesamtwochen, AuszeichnungChartplatzierungen (Jahr, Titel, Musiklabel, Platzierungen, Wochen, Auszeichnungen, Anmerkungen) | Höchstplatzierung, Gesamtwochen, AuszeichnungChartplatzierungen (Jahr, Titel, Musiklabel, Platzierungen, Wochen, Auszeichnungen, Anmerkungen) | Höchstplatzierung, Gesamtwochen, AuszeichnungChartplatzierungen (Jahr, Titel, Musiklabel, Platzierungen, Wochen, Auszeichnungen, Anmerkungen) | Höchstplatzierung, Gesamtwochen, AuszeichnungChartplatzierungen (Jahr, Titel, Musiklabel, Platzierungen, Wochen, Auszeichnungen, Anmerkungen) | Höchstplatzierung, Gesamtwochen, AuszeichnungChartplatzierungen (Jahr, Titel, Musiklabel, Platzierungen, Wochen, Auszeichnungen, Anmerkungen) | Anmerkungen                                                                                       |
| Jahr | Titel Musiklabel                                                | DE | AT | CH | UK | US | Anmerkungen                                                                                       |
| ---- | --------------------------------------------------------------- | --- | --- | --- | --- | --- | ------------------------------------------------------------------------------------------------- |
| 1988 | Battalions of Fear No Remorse (SPV)                             | DE53 (1 Wo.)DE | — | — | — | — | Erstveröffentlichung: 15. Februar 1988 Charteinstieg in DE erst 2018                              |
| 1989 | Follow the Blind No Remorse (SPV)                               | DE51 (1 Wo.)DE | — | — | — | — | Erstveröffentlichung: 14. April 1989 Charteinstieg in DE erst 2018                                |
| 1990 | Tales from the Twilight World No Remorse (Warner/Chappell)      | DE43 (1 Wo.)DE | — | — | — | — | Erstveröffentlichung: 21. August 1990 Charteinstieg in DE erst 2018                               |
| 1992 | Somewhere Far Beyond Virgin Records (EMI)                       | DE14 (14 Wo.)DE | AT49 (1 Wo.)AT | CH21 (1 Wo.)CH | — | — | Erstveröffentlichung: 30. Juni 1992 Höchstplatzierung in DE und Charteinstieg in AT, CH erst 2024 |
| 1995 | Imaginations from the Other Side Virgin Records (EMI)           | DE13 (15 Wo.)DE | — | CH33 (5 Wo.)CH | — | — | Erstveröffentlichung: 4. April 1995 Höchstplatzierung in DE erst 2020                             |
| 1998 | Nightfall in Middle-Earth Virgin Records (EMI)                  | DE7 (9 Wo.)DE | AT39 (1 Wo.)AT | — | — | — | Erstveröffentlichung: 28. April 1998                                                              |
| 2002 | A Night at the Opera Virgin Records (EMI)                       | DE5 (8 Wo.)DE | AT17 (3 Wo.)AT | CH44 (4 Wo.)CH | — | — | Erstveröffentlichung: 4. März 2002                                                                |
| 2006 | A Twist in the Myth Nuclear Blast (NB)                          | DE4 (7 Wo.)DE | AT19 (3 Wo.)AT | CH27 (4 Wo.)CH | — | — | Erstveröffentlichung: 1. September 2006                                                           |
| 2010 | At the Edge of Time Nuclear Blast (NB)                          | DE2 (8 Wo.)DE | AT9 (6 Wo.)AT | CH14 (4 Wo.)CH | — | US108 (1 Wo.)US | Erstveröffentlichung: 29. Juli 2010                                                               |
| 2015 | Beyond the Red Mirror Nuclear Blast (NB)                        | DE4 (8 Wo.)DE | AT8 (4 Wo.)AT | CH10 (4 Wo.)CH | UK54 (1 Wo.)UK | US132 (1 Wo.)US | Erstveröffentlichung: 30. Januar 2015                                                             |
| 2019 | Twilight Orchestra: Legacy of the Dark Lands Nuclear Blast (NB) | DE7 (3 Wo.)DE | AT22 (1 Wo.)AT | CH24 (1 Wo.)CH | — | — | Erstveröffentlichung: 8. November 2019                                                            |
| 2022 | The God Machine Nuclear Blast (NB)                              | DE2 (7 Wo.)DE | AT6 (2 Wo.)AT | CH5 (3 Wo.)CH | — | — | Erstveröffentlichung: 2. September 2022                                                           |

### Livealben
| Jahr | Titel Musiklabel                      | Höchstplatzierung, Gesamtwochen, AuszeichnungChartplatzierungen (Jahr, Titel, Musiklabel, Platzierungen, Wochen, Auszeichnungen, Anmerkungen) | Höchstplatzierung, Gesamtwochen, AuszeichnungChartplatzierungen (Jahr, Titel, Musiklabel, Platzierungen, Wochen, Auszeichnungen, Anmerkungen) | Höchstplatzierung, Gesamtwochen, AuszeichnungChartplatzierungen (Jahr, Titel, Musiklabel, Platzierungen, Wochen, Auszeichnungen, Anmerkungen) | Höchstplatzierung, Gesamtwochen, AuszeichnungChartplatzierungen (Jahr, Titel, Musiklabel, Platzierungen, Wochen, Auszeichnungen, Anmerkungen) | Höchstplatzierung, Gesamtwochen, AuszeichnungChartplatzierungen (Jahr, Titel, Musiklabel, Platzierungen, Wochen, Auszeichnungen, Anmerkungen) | Anmerkungen                         |
| Jahr | Titel Musiklabel                      | DE | AT | CH | UK | US | Anmerkungen                         |
| ---- | ------------------------------------- | --- | --- | --- | --- | --- | ----------------------------------- |
| 1993 | Tokyo Tales Virgin Records (EMI)      | — | — | — | — | — | Erstveröffentlichung: 27. März 1993 |
| 2003 | Live Virgin Records (EMI)             | DE16 (5 Wo.)DE | — | — | — | — | Erstveröffentlichung: 20. Mai 2003  |
| 2017 | Beyond the Spheres Nuclear Blast (NB) | DE9 (5 Wo.)DE | AT19 (1 Wo.)AT | CH36 (1 Wo.)CH | — | — | Erstveröffentlichung: 7. Juli 2017  |

### Kompilationen
| Jahr | Titel Musiklabel                              | Höchstplatzierung, Gesamtwochen, AuszeichnungChartplatzierungen (Jahr, Titel, Musiklabel, Platzierungen, Wochen, Auszeichnungen, Anmerkungen) | Höchstplatzierung, Gesamtwochen, AuszeichnungChartplatzierungen (Jahr, Titel, Musiklabel, Platzierungen, Wochen, Auszeichnungen, Anmerkungen) | Höchstplatzierung, Gesamtwochen, AuszeichnungChartplatzierungen (Jahr, Titel, Musiklabel, Platzierungen, Wochen, Auszeichnungen, Anmerkungen) | Höchstplatzierung, Gesamtwochen, AuszeichnungChartplatzierungen (Jahr, Titel, Musiklabel, Platzierungen, Wochen, Auszeichnungen, Anmerkungen) | Höchstplatzierung, Gesamtwochen, AuszeichnungChartplatzierungen (Jahr, Titel, Musiklabel, Platzierungen, Wochen, Auszeichnungen, Anmerkungen) | Anmerkungen                           |
| Jahr | Titel Musiklabel                              | DE | AT | CH | UK | US | Anmerkungen                           |
| ---- | --------------------------------------------- | --- | --- | --- | --- | --- | ------------------------------------- |
| 1996 | The Forgotten Tales Virgin Records (EMI)      | DE36 (11 Wo.)DE | — | — | — | — | Erstveröffentlichung: 16. April 1996  |
| 2012 | Memories of a Time to Come Nuclear Blast (NB) | DE6 (4 Wo.)DE | AT36 (1 Wo.)AT | CH60 (1 Wo.)CH | — | — | Erstveröffentlichung: 20. Januar 2012 |

### EPs
| Jahr | Titel Musiklabel                       | Höchstplatzierung, Gesamtwochen, AuszeichnungChartplatzierungen (Jahr, Titel, Musiklabel, Platzierungen, Wochen, Auszeichnungen, Anmerkungen) | Höchstplatzierung, Gesamtwochen, AuszeichnungChartplatzierungen (Jahr, Titel, Musiklabel, Platzierungen, Wochen, Auszeichnungen, Anmerkungen) | Höchstplatzierung, Gesamtwochen, AuszeichnungChartplatzierungen (Jahr, Titel, Musiklabel, Platzierungen, Wochen, Auszeichnungen, Anmerkungen) | Höchstplatzierung, Gesamtwochen, AuszeichnungChartplatzierungen (Jahr, Titel, Musiklabel, Platzierungen, Wochen, Auszeichnungen, Anmerkungen) | Höchstplatzierung, Gesamtwochen, AuszeichnungChartplatzierungen (Jahr, Titel, Musiklabel, Platzierungen, Wochen, Auszeichnungen, Anmerkungen) | Anmerkungen                       |
| Jahr | Titel Musiklabel                       | DE | AT | CH | UK | US | Anmerkungen                       |
| ---- | -------------------------------------- | --- | --- | --- | --- | --- | --------------------------------- |
| 2007 | Another Stranger Me Nuclear Blast (NB) | DE79 (3 Wo.)DE | — | — | — | — | Erstveröffentlichung: 4. Mai 2007 |

## Singles

### Als Leadmusiker
| Jahr | Titel Album                                                | Höchstplatzierung, Gesamtwochen, AuszeichnungChartplatzierungen (Jahr, Titel, Album, Platzierungen, Wochen, Auszeichnungen, Anmerkungen) | Höchstplatzierung, Gesamtwochen, AuszeichnungChartplatzierungen (Jahr, Titel, Album, Platzierungen, Wochen, Auszeichnungen, Anmerkungen) | Höchstplatzierung, Gesamtwochen, AuszeichnungChartplatzierungen (Jahr, Titel, Album, Platzierungen, Wochen, Auszeichnungen, Anmerkungen) | Höchstplatzierung, Gesamtwochen, AuszeichnungChartplatzierungen (Jahr, Titel, Album, Platzierungen, Wochen, Auszeichnungen, Anmerkungen) | Höchstplatzierung, Gesamtwochen, AuszeichnungChartplatzierungen (Jahr, Titel, Album, Platzierungen, Wochen, Auszeichnungen, Anmerkungen) | Anmerkungen                             |
| Jahr | Titel Album                                                | DE | AT | CH | UK | US | Anmerkungen                             |
| ---- | ---------------------------------------------------------- | --- | --- | --- | --- | --- | --------------------------------------- |
| 1995 | A Past and Future Secret Imaginations from the Other Side  | — | — | — | — | — | Erstveröffentlichung: 21. Januar 1995   |
| 1995 | Mr. Sandman / Bright Eyes Imaginations from the Other Side | — | — | — | — | — | Erstveröffentlichung: 21. Juni 1995     |
| 1998 | Mirror Mirror Nightfall in Middle Earth                    | DE42 (4 Wo.)DE | — | — | — | — | Erstveröffentlichung: 25. Februar 1998  |
| 2001 | And Then There Was Silence A Night at the Opera            | DE41 (8 Wo.)DE | — | — | — | — | Erstveröffentlichung: 12. November 2001 |
| 2003 | The Bard’s Song (In the Forest) Somewhere Far Beyond       | DE40 (5 Wo.)DE | — | — | — | — | Erstveröffentlichung: 5. Mai 2003       |
| 2006 | Fly A Twist in the Myth                                    | DE32 (6 Wo.)DE | AT52 (2 Wo.)AT | CH94 (2 Wo.)CH | — | — | Erstveröffentlichung: 24. Februar 2006  |
| 2010 | A Voice in the Dark At the Edge of Time                    | DE62 (1 Wo.)DE | — | — | — | — | Erstveröffentlichung: 25. Juni 2010     |
| 2014 | Twilight of the Gods Beyond the Red Mirror                 | — | — | — | — | — | Erstveröffentlichung: 5. Dezember 2014  |
| 2019 | This Storm Twilight Orchestra: Legacy of the Dark Lands    | — | — | — | — | — | Erstveröffentlichung: 4. Oktober 2019   |
| 2020 | Violent Shadows The God Machine                            | — | — | — | — | — | Erstveröffentlichung: 23. Oktober 2020  |
| 2020 | Merry Xmas Everybody –                                     | — | — | — | — | — | Erstveröffentlichung: 18. Dezember 2020 |
| 2021 | Deliver Us from Evil The God Machine                       | — | — | — | — | — | Erstveröffentlichung: 3. Dezember 2021  |
| 2022 | Secrets of the American Gods The God Machine               | — | — | — | — | — | Erstveröffentlichung: 18. März 2022     |

### Als Gastmusiker
| Jahr | Titel Album                                      | Höchstplatzierung, Gesamtwochen, AuszeichnungChartplatzierungen (Jahr, Titel, Album, Platzierungen, Wochen, Auszeichnungen, Anmerkungen) | Höchstplatzierung, Gesamtwochen, AuszeichnungChartplatzierungen (Jahr, Titel, Album, Platzierungen, Wochen, Auszeichnungen, Anmerkungen) | Höchstplatzierung, Gesamtwochen, AuszeichnungChartplatzierungen (Jahr, Titel, Album, Platzierungen, Wochen, Auszeichnungen, Anmerkungen) | Höchstplatzierung, Gesamtwochen, AuszeichnungChartplatzierungen (Jahr, Titel, Album, Platzierungen, Wochen, Auszeichnungen, Anmerkungen) | Höchstplatzierung, Gesamtwochen, AuszeichnungChartplatzierungen (Jahr, Titel, Album, Platzierungen, Wochen, Auszeichnungen, Anmerkungen) | Anmerkungen                                                              |
| Jahr | Titel Album                                      | DE | AT | CH | UK | US | Anmerkungen                                                              |
| ---- | ------------------------------------------------ | --- | --- | --- | --- | --- | ------------------------------------------------------------------------ |
| 2024 | Finsterwacht                                     | — | — | — | — | — | Erstveröffentlichung: 1. März 2024 Saltatio Mortis feat. Blind Guardian  |
| 2024 | Darkenguard Finsterwacht (Feuer und Erz Edition) | — | — | — | — | — | Erstveröffentlichung: 12. Juli 2024 Saltatio Mortis feat. Blind Guardian |

## Videoalben und Musikvideos

### Videoalben
| Jahr | Titel Musiklabel                                      | Höchstplatzierung, Gesamtwochen, AuszeichnungChartplatzierungen (Jahr, Titel, Musiklabel, Platzierungen, Wochen, Auszeichnungen, Anmerkungen) | Höchstplatzierung, Gesamtwochen, AuszeichnungChartplatzierungen (Jahr, Titel, Musiklabel, Platzierungen, Wochen, Auszeichnungen, Anmerkungen) | Höchstplatzierung, Gesamtwochen, AuszeichnungChartplatzierungen (Jahr, Titel, Musiklabel, Platzierungen, Wochen, Auszeichnungen, Anmerkungen) | Höchstplatzierung, Gesamtwochen, AuszeichnungChartplatzierungen (Jahr, Titel, Musiklabel, Platzierungen, Wochen, Auszeichnungen, Anmerkungen) | Höchstplatzierung, Gesamtwochen, AuszeichnungChartplatzierungen (Jahr, Titel, Musiklabel, Platzierungen, Wochen, Auszeichnungen, Anmerkungen) | Anmerkungen                                            |
| Jahr | Titel Musiklabel                                      | DE | AT | CH | UK | US | Anmerkungen                                            |
| ---- | ----------------------------------------------------- | --- | --- | --- | --- | --- | ------------------------------------------------------ |
| 2004 | Imaginations Through the Looking Glass Virgin Records | DE27 Gold · (4 Wo.)DE | — | — | — | — | Erstveröffentlichung: 14. Juni 2004 Verkäufe: + 25.000 |

### Musikvideos
| Jahr | Titel                           |
| ---- | ------------------------------- |
| 1995 | Born in a Mourning Hall         |
| 1995 | Bright Eyes                     |
| 1996 | Mr. Sandman                     |
| 1996 | The Bard’s Song (In the Forest) |
| 1998 | Mirror Mirror                   |
| 2006 | Another Stranger Me             |
| 2008 | Sacred                          |
| 2010 | A Voice in the Dark             |

## Boxsets
| Jahr | Titel Musiklabel                                          | Höchstplatzierung, Gesamtwochen, AuszeichnungChartplatzierungen (Jahr, Titel, Musiklabel, Platzierungen, Wochen, Auszeichnungen, Anmerkungen) | Höchstplatzierung, Gesamtwochen, AuszeichnungChartplatzierungen (Jahr, Titel, Musiklabel, Platzierungen, Wochen, Auszeichnungen, Anmerkungen) | Höchstplatzierung, Gesamtwochen, AuszeichnungChartplatzierungen (Jahr, Titel, Musiklabel, Platzierungen, Wochen, Auszeichnungen, Anmerkungen) | Höchstplatzierung, Gesamtwochen, AuszeichnungChartplatzierungen (Jahr, Titel, Musiklabel, Platzierungen, Wochen, Auszeichnungen, Anmerkungen) | Höchstplatzierung, Gesamtwochen, AuszeichnungChartplatzierungen (Jahr, Titel, Musiklabel, Platzierungen, Wochen, Auszeichnungen, Anmerkungen) | Anmerkungen                           |
| Jahr | Titel Musiklabel                                          | DE | AT | CH | UK | US | Anmerkungen                           |
| ---- | --------------------------------------------------------- | --- | --- | --- | --- | --- | ------------------------------------- |
| 2013 | A Traveler’s Guide to Space and Time Virgin Records (EMI) | DE8 (1 Wo.)DE | — | — | — | — | Erstveröffentlichung: 28. Januar 2013 |

## Sonderveröffentlichungen
Demos
- 1985: Symphonies of Doom
- 1986: Battalions of Fear

## Statistik

### Chartauswertung
|                     | DE     | AT     | CH     | UK    | US    |
| ------------------- | ------ | ------ | ------ | ----- | ----- |
| Nummer-eins-Alben   | DE—DE  | AT—AT  | CH—CH  | UK—UK | US—US |
| Top-10-Alben        | DE10DE | AT3AT  | CH2CH  | UK—UK | US—US |
| Alben in den Charts | DE19DE | AT10AT | CH10CH | UK1UK | US2US |

|                       | DE    | AT    | CH    | UK    | US    |
| --------------------- | ----- | ----- | ----- | ----- | ----- |
| Nummer-eins-Singles   | DE—DE | AT—AT | CH—CH | UK—UK | US—US |
| Top-10-Singles        | DE—DE | AT—AT | CH—CH | UK—UK | US—US |
| Singles in den Charts | DE5DE | AT1AT | CH1CH | UK—UK | US—US |

### Auszeichnungen für Musikverkäufe
| Goldene Schallplatte - Belgien - 2005: für das Album Tokyo Tales |

Anmerkung: Auszeichnungen in Ländern aus den Charttabellen bzw. Chartboxen sind in ebendiesen zu finden.
| Land/RegionAuszeichnungen für Musikverkäufe (Land/Region, Auszeichnungen, Verkäufe, Quellen) | Gold     | Platin | Verkäufe | Quellen           |
| -------------------------------------------------------------------------------------------- | -------- | ------ | -------- | ----------------- |
| Belgien (BRMA)                                                                               | Gold1    | —      | 25.000   | ultratop.be       |
| Deutschland (BVMI)                                                                           | Gold1    | —      | 25.000   | musikindustrie.de |
| Insgesamt                                                                                    | 2× Gold2 | —      |          |                   |